# Rigaud

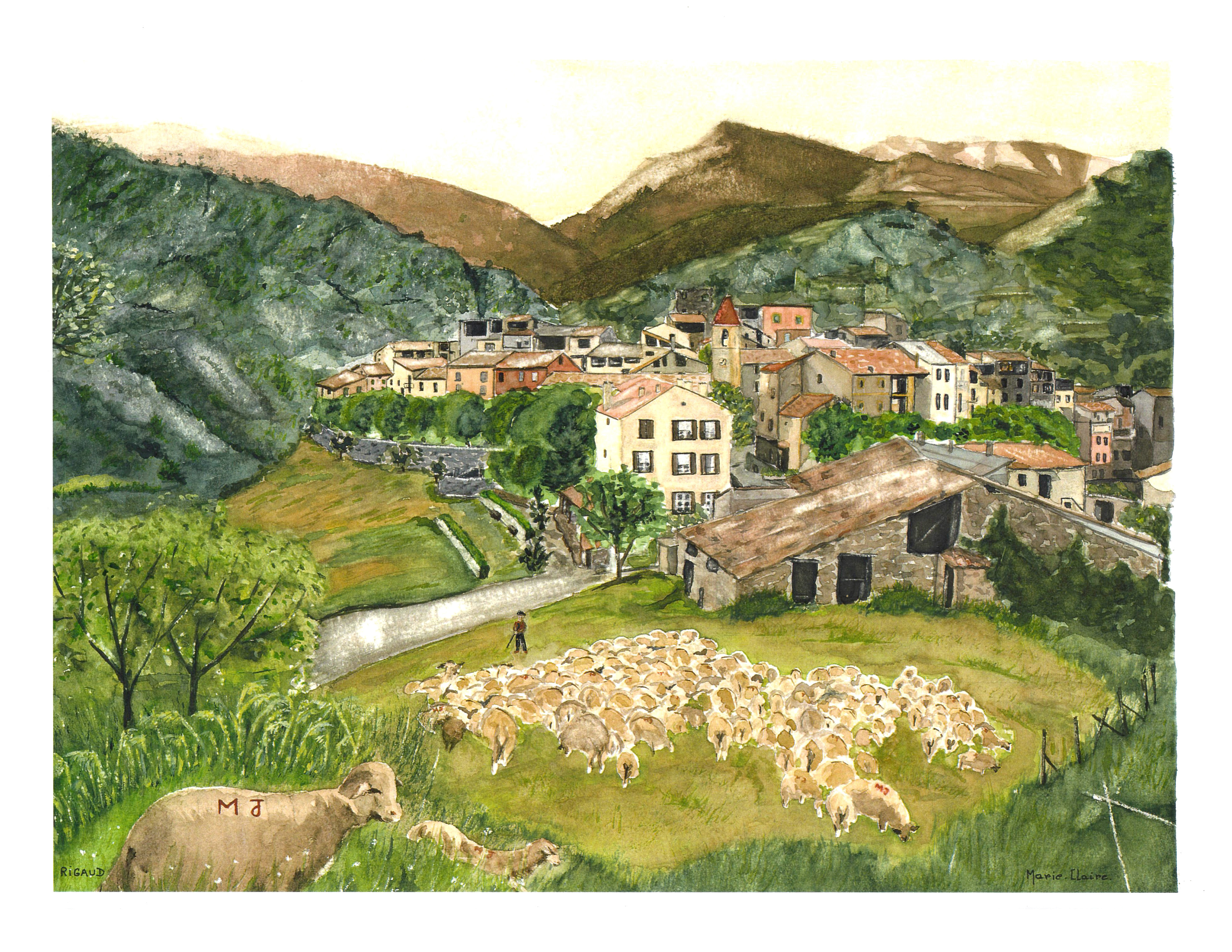
Rigaud

Rigaud – miejscowość i gmina we Francji, w regionie Prowansja-Alpy-Lazurowe Wybrzeże, w departamencie Alpy Nadmorskie.
Według danych na rok 1990 gminę zamieszkiwało 165 osób, a gęstość zaludnienia wynosiła 5 osób/km² (wśród 963 gmin regionu Prowansja-Alpy-W. Lazurowe Rigaud plasuje się na 639. miejscu pod względem liczby ludności, natomiast pod względem powierzchni na miejscu 300.).